# Niáta
Niáta, en grec moderne : Νιάτα, est un village et un ancien dème du district régional de Laconie, en Grèce. Depuis 2010, il est fusionné au sein du dème de l'Eurotas.
Selon le recensement de 2011, la population du dème compte 2 083 habitants tandis que celle du village s'élève à 684 habitants.